# Jan Karasiński
Jan Karasiński (ur. 13 czerwca 1838, zm. 14 listopada 1916) – polski architekt.

## Życiorys
Tworzył we Lwowie, od 1879 należał do Polskiego Towarzystwa Politechnicznego oraz od 1887 do związku uprawnionych budowniczych. Projektował kamienice w stylu neorenesansowym i neobarokowym o starannie dopracowanych elementach elewacji. Cechowały je rustykalne obramowania okien, balkonów i poddaszy oraz wieże. Stosował elementy w tzw. stylu szwajcarskim.

## Dorobek architektoniczny
- Dom przy ulicy Stepana Bandery 89 (Leona Sapiehy) /1881/;
- Kamienice przy placu Marka Kropiwnickiego 1-2 (plac abp. Józefa Bilczewskiego) /1884-1886/;
- Kamienica przy ulicy Łyczakowskiej 4 /1888/;
- Murowane ogrodzenie /1892/ oraz budynki gospodarcze kościele św. Teresy we Lwowie /1893/;
- Kamienica przy ulicy Jewhena Konowalca 26 (29 Listopada)(inne języki) /1894/;
- Własna willa przy ulicy Braci Michnowskich 25 (Stanisława Leszczyńskiego) /1900/.